# Mykineshólmur
Mykineshólmur er en holm på Færøerne, beliggende på vest for Mykines. Holmen er Færøernes vestligste landfaste punkt. Holmen er skilt fra Mykines ved det smalle sund Holmgjógv, men tilgængelig til fods via en 40 meter lang bro. Holmen er med sine 45 hektar Færøernes næststørste holm efter Tindhólmur.
Fyret og fyrmesterboligen er fra 1909. Sidst i 1930erne blev der bygget 2 huse til fyrpasseren og fyrassistenten. De er nu nedrevet. Efter bygningen af de to boliger, boede der op til 20 personer på den lille holm. 1969 ophørte Mykines fyrs status som fyr med  døgnvagt og dette var det første skridt mod automatiseringen og dermed affolkning af fyret på Holmen. 1970 var der kun en fyrpasser ansat ved fyret, som havde en alarm installeret i sin bolig i Mykines bygd. Fra 1975 har overvågningen været telefonisk og digitalt.
1909 bygges den første bro over sundet mellem Mykines og Mykineshólmur. Det var en skråstagsbro med en spændvidde på 42 meter og en højde på 27 meter over vandoverfladen. Før broen blev bygget har transporten til holmen været besørget med båd. Efter behov har der været spændt line over Holmgjógv, så man kunne trække en transportkasse frem og tilbage over sundet. 1955 bygges den anden bro. Det var en gitterdragerkonstruktion med to støttepiller. 1989 bygges den nuværende bro.
I flere århundreder og indtil 1978 har der været holdt okser på sommergræsning på holmen. Om efteråret  blev de solgt til gode priser i Tórshavn.

## Fauna
Det eneste sted på Færøerne, hvor sulen yngler er på nordsiden af Mykineshólmur og på de fritstående drenge "Flatidrangur" og "Pikarsdrangur". De er begge beboet af utallige suler, som både på de to toppe og på klipperne omkring, ligger så tæt, at de indkomne fugle har svært ved, at finde en plet at lande på. Sulerne ankommer til holmen cirka 25. januar og opholder sig der til ungfuglene kan flyve, omkring den 11. november. Den første halvdel af vinteren er de væk fra holmen. 
På skærene nord og vest for holmen, ligger ofte op til tre hundrede gråsæler og hviler sig, når det er lavvande. 
- Mykineshólmur
- Sulen yngler på Mykineshólmur
- Lunden yngler på Mykineshólmur
- Gråsæler på skærene nord for holmen